# Боровик зернистоногий
Боровик зернистоногий, дубовик крапчастий, синяк зернистоногий (Boletus erythropus, син. Neoboletus luridiformis) — гриб з роду болетус (Boletus) родини болетові (Boletaceae). 

## Поширення
В Україні поширений у Лісостепу, в Карпатах, в Лівобережному злаково-лучному степу.

## Використання
Умовно їстівний гриб. Використовується вареним і смаженим, але після дворазового 25-ти хвилинного відварювання (відвар потрібно злити). В сирому вигляді слабо отруйний. При вживанні з алкоголем отруєння поширюється, навіть при вживанні його через добу після прийому алкоголю, або за добу до прийому алкоголю.
Синоніми:
- Українською: синій гриб, синяк